# Amiga Tabor
Amiga Tabor är en kommande dator tillverkad av brittiska A-EON Technology och den första i Amiga-familjen som lanserats sedan 2015, då samma företag släppte Amiga X5000. Datorn, som har produktnamnet "A1222", består i sitt konsumentutförande endast av ett 170 * 170 mm stort moderkort baserat på PowerPC-arkitekturen QorIQ P1022. För att bli full funktionsduglig måste användaren därmed ansluta komponenter som RAM-minne, SSD-hårddisk, tangentbord, bildskärm och mus.

## Tekniska detaljer
Datorn har kapacitet för maximalt 8 GB DDR3-minne genom en 64 bitar bred buss klockad i 400 MHz. Frånsett en Ethernet-kontakt av typen RGMII för anslutning till nätverk i gigabithastigheter är Amiga Tabor försedd med totalt fyra USB-kontakter och en RS-232-kompatibel serieport.
För att möjliggöra lagring på hårddisk är Amiga Tabor utrustad med två SATA 2.6-kompatibla kontrollenheter. Ytterligare lagring möjliggörs genom datorns inbyggda Micro SD-anslutning, i vilken minneskort kan anslutas.
Genom en PCI-buss kan expansionskort av typen x4 PCIe samt x16 PCIe anslutas. Bland de kort som operativsystemet AmigaOS har stöd för märks bland annat grafikkort från företaget AMD:s Radeon-serie. Datorn har emellertid inbyggda grafikkretsar, med stöd för upplösningar upp till 1280 * 1024 pixlar i 24 bitars färgdjup. Till Amiga Tabor kan HDMI 1.3-kompatibla bildskärmar anslutas. Amiga Tabor därtill hårdvarustöd för digitalt stereoljud av typen I2S.
Amiga Tabor har därtill, som många andra moderkort också har, anslutningsmöjligheter för LED-ljus som indikerar huruvida datorn är påslagen eller inte samt för att visa hårddisksaktivitet.
I likhet med system som Raspberry Pi är datorn därtill försedd med en GPIO-kompatibel kontakt för att exempelvis kunna ansluta experimentell hårdvara och olika typer av hemmaprojekt.

## Operativsystemet
Amiga Tabor använder i likhet med tidigare Amiga-modeller operativsystemet AmigaOS. Till skillnad från äldre versioner (med versionsnummer som börjar på 1, 2 och 3) är Tabor värd för en nyskriven version med beteckningsnummer 4.1, särskilt utvecklad för PowerPC-processorer. Trots detta arkitekturskifte bibehåller datorn kompatibilitet med äldre versioner av AmigaOS ämnade för Motorola 68000-processorer genom så kallad just in time-kompilator. AmigaOS 4.1 innehåller en helt ny kärna ("ExecSG") med 64-bitarsadressering för RAM-minne, en kraftfullare kommandotolk, programmeringsspråket Python och andra förbättringar.

## Om utvecklingen
Amiga Tabor tillkännagavs 19 oktober 2015, och har sedan dess underställts sluten testning som betaversion. I december 2019 tillkännagav A-EON att utvecklingen nått sådan mognad att man avsåg tillhandahålla allmänheten 100 enheter i en första distributionsomgång kallad "Plus Limited Edition", med beräknad leverans någon gång under det första kvartalet år 2020. I samma tillkännagivande fastställdes även att den långa utvecklingstiden tillskrivits leveransproblem med viss delar av de komponenter Amiga Tabor använder, som man därför tvingats byta ut.